# 梦洲
梦洲（日语：／ Yumeshima */?）是位于日本大阪市此花區的人工岛，为大阪湾上的三大人工岛（梦洲、咲洲、舞洲）之一，位處大阪市的最西端，占地390公顷，呈不规则五边形状。2025年世界博覽會（大阪·關西萬博）在此舉行。

## 历史
梦洲兴建于1970年代，前称为北港南地区，起初为废弃物的填埋处理场，在1988年大阪市政府制定的“科技港大阪”计划中，今梦洲、咲洲、舞洲一带被共同规划为大阪新的城市中心，其中梦洲一带规划常住人口6万人。1991年，正式定名为梦洲。随着日本泡沫经济破灭，梦洲的开发一度陷入停滞，被视作泡沫经济的“负遗产”。大阪市在申办2008年奥运会时，曾计划将梦洲设置为奥运村，但随申奥失败而告终。梦洲的东区被开辟为集装箱码头，西区则被用于垃圾处理和太阳能发电，其余土地处于闲置状态。
2017年8月，大阪市、大阪府和關西商界共同制定了「夢洲社區發展計劃」，致力將夢洲發展為新的國際旅遊中心。2018年11月，大阪市取得2025年世界博览会举办权，主场地预定设于梦洲。2023年4月13日，占地约155公顷的会场在梦洲开工建设。2023年4月14日，经日本政府批准建设计划，大阪府和大阪市将与美国米高梅国际酒店集团联手在梦洲兴建以赌场为主的综合度假区。

## 交通
连接梦洲与舞洲、咲洲的夢舞大橋、夢咲隧道于2002年、2009年开通。大阪地下鐵中央线终点站从原来的宇宙广场站延伸至新建的夢洲站，相关工程于2020年7月动工、2025年1月通車。